# Bassel Khartabil
Bassel Khartabil (em árabe: باسل خرطبيل) também conhecido como Bassel Safadi (em árabe: باسل صفدي) era um desenvolvedor de software livre Sírio/Palestino. Desde 15 de março de 2012, data de aniversário de um ano da Guerra Civil Síria, ele estava preso pelo governo sírio em Damasco. Em agosto de 2017, revelou-se que Khartabil havia sido executado pelo regime sírio pouco depois do seu desaparecimento em 2015.
Khartabil nasceu e cresceu na Síria, onde ele se especializou em desenvolvimento de softwares livres. Ele era diretor técnico e cofundador da empresa de pesquisa colaborativa Aiki Lab e foi o diretor técnico da Al-Aous, um instituto de pesquisa e publicação dedicada à arqueologia e artes na Síria. Ele também atuava como líder de projeto do capítulo da Creative Commons na Síria, e colaborava para a Mozilla Firefox, Wikipedia, Open Clip Art Library, Fabricatorz e Sharism.
Entre seus últimos trabalhos, estão uma reconstrução realística em fotos 3D, com visualização em tempo real, da antiga cidade síria de Palmira e o desenvolvimento com a Fabricatorz para o framework de desenvolvimento de páginas web Aiki Framework.
Segundo ativistas, em 15 de março de 2012, Khartabil foi detido durante prisões realizadas em um distrito de Damasco chamado Mazzeh. Este dia marcava o aniversário de um ano da Guerra Civil Síria, e aconteceram protestos contra e a favor do governo na capital e em todo o interior do país. Os organizadores da campanha #FREEBASSEL afirmaram que ele estava detido na divisão de segurança de Kfar Sousa, em Damasco. Depois que sua detenção tornou-se largamente conhecida, em julho de 2012, foi lançada uma campanha global para pedir sua libertação imediata.
Em abril de 2012, Bassel Khartabil deveria ter se casado, caso não tivesse sido preso.
Na lista de 2012 de "Top Global Thinkers" (Mais Importantes Pensadores Globais), a revista estadunidense Foreign Policy nomeou Bassel junto com Rima Dali na posição de número 19 por "insistir, contra todas as probabilidades, em uma revolução síria pacífica."